# Svjetsko prvenstvo u veslanju 2016.
45. Svjetsko prvenstvo u veslanju održalo se od 21. do 28. kolovoza 2016. u nizozemskom mjestu Willem-Alexander Baan u blizini Rotterdama. U isto vrijeme održalo se i Svjetsko juniorsko prvenstvo te Svjetsko prvenstvo u veslanju do 23 godine. Sva tri natjecanja nalaze se pod visokim pokroviteljstvom Međunarodne veslačke federacije (FISA-e), koja je uz Nizozemski veslački savez i organizator prvenstva.

## Poveznice
- Svjetska prvenstva u veslanju
- Europsko prvenstvo u veslanju 2016.
- Veslanje na OI 2016.

## Vanjske poveznice
- (engl.) Rotterdam 2016. - službene stranice natjecanja